# 5:55
5:55 é o primeiro álbum em 20 anos da cantora e atriz francesa Charlotte Gainsbourg. O álbum teve a colaboração do duo francês Air, de Jarvis Cocker (vocalista do Pulp) e de Neil Hannon.
| Críticas profissionais                                                      | Críticas profissionais |
| Avaliações da crítica                                                       | Avaliações da crítica  |
| Fonte                                                                       | Avaliação              |
| --------------------------------------------------------------------------- | ---------------------- |
| Metacritic                                                                  | [ 1 ]                  |
| The Guardian                                                                | [ 2 ]                  |
| The Observer                                                                | [ 3 ]                  |
| Pitchfork Media                                                             | (5.8/10)               |
| The Times                                                                   | [ 5 ]                  |
| Esta tabela precisa de ser acompanhada por texto em prosa. Consulte o guia. |                        |

## Faixas
1. 5:55 - 4:52
2. AF607105 -  4:30
3. The Operation - 3:59
4. Tel Que Tu Es - 3:10
5. The Songs That We Sing - 2:57
6. Beauty Mark - 3:07
7. Little Monsters - 3:46
8. Jamais - 4:37
9. Night-Time Intermission - 2:44
10. Everything I Cannot See - 5:46
11. Morning Song - 3:07

## Singles
- "The Songs That We Sing"